# Ulma (gmina)
Ulma – gmina w Rumunii, w okręgu Suczawa. Obejmuje miejscowości Ulma, Costileva, Lupcina, Măgura i Nisipitu. W 2011 roku liczyła 2007 mieszkańców.